# Spencer Williams
Spencer Williams född 14 oktober 1889 i New Orleans död 14 juli 1965 i Flushing, New York, var en amerikansk kompositör, sångtextförfattare, pianist och sångare. Han är best känd för sångar som "Basin Street Blues", "I Ain't Got Nobody", "Royal Garden Blues", "I've Found a New Baby", "Everybody Loves My Baby" och "Tishomingo Blues".
Williams lämnade USA 1932 och bosatte sig i England där han träffade och gifte sig med engelska Agnes Bage (känd under artistnamnet Pat Castleton), återvände till USA efter kriget men flyttade till Stockholm 1951. Familjen återvände till USA 1957. Hustrun Agnes avled i Stockholm under 80-talet.